# DXC
DXC (Digital cross-connector), Аппаратура оперативного переключения (АОП) — семейство оборудования, используемого в сетях коммутации пакетов, обеспечивающего кросс-коммутацию, концентрацию и обработку трафика. Кросс-коннекторы поддерживают такие функции как кросс-коммутация, выделение, вставка, объединение, распределение каналов и др.

## Применение DXC
Многофункциональные узлы доступа могут быть использованы для концентрации трафика и максимального использования пропускной способности сети, переключение трафика с одного канала на другой в случае сбоя в сети, передачи любого набора трафика с одного входа на многочисленные пункты назначения и других.
К числу типичных приложений относятся:
- оптимизация трафика для полной загрузки каналов;
- кросс-коммутация каналов в узлах сети;
- распределение услуг между разнородными пользовательскими интерфейсами;
- концентрация разнородного трафика в узлах сети;
- высокоскоростной доступ к магистрали операторов.

Кросс-коннектор обеспечивает необходимую гибкость сети с коммутацией пакетов, которая, в противном случае, может быть достигнута с помощью более дорогого решения с использованием патч-панелей.

## Производители DXC
- RAD Data Communications
- Zelax